# Homalia trichomanoides
Homalia trichomanoides là một loài Rêu trong họ Neckeraceae. Loài này được (Hedw.) Schimp. miêu tả khoa học đầu tiên năm 1850.

## Hình ảnh

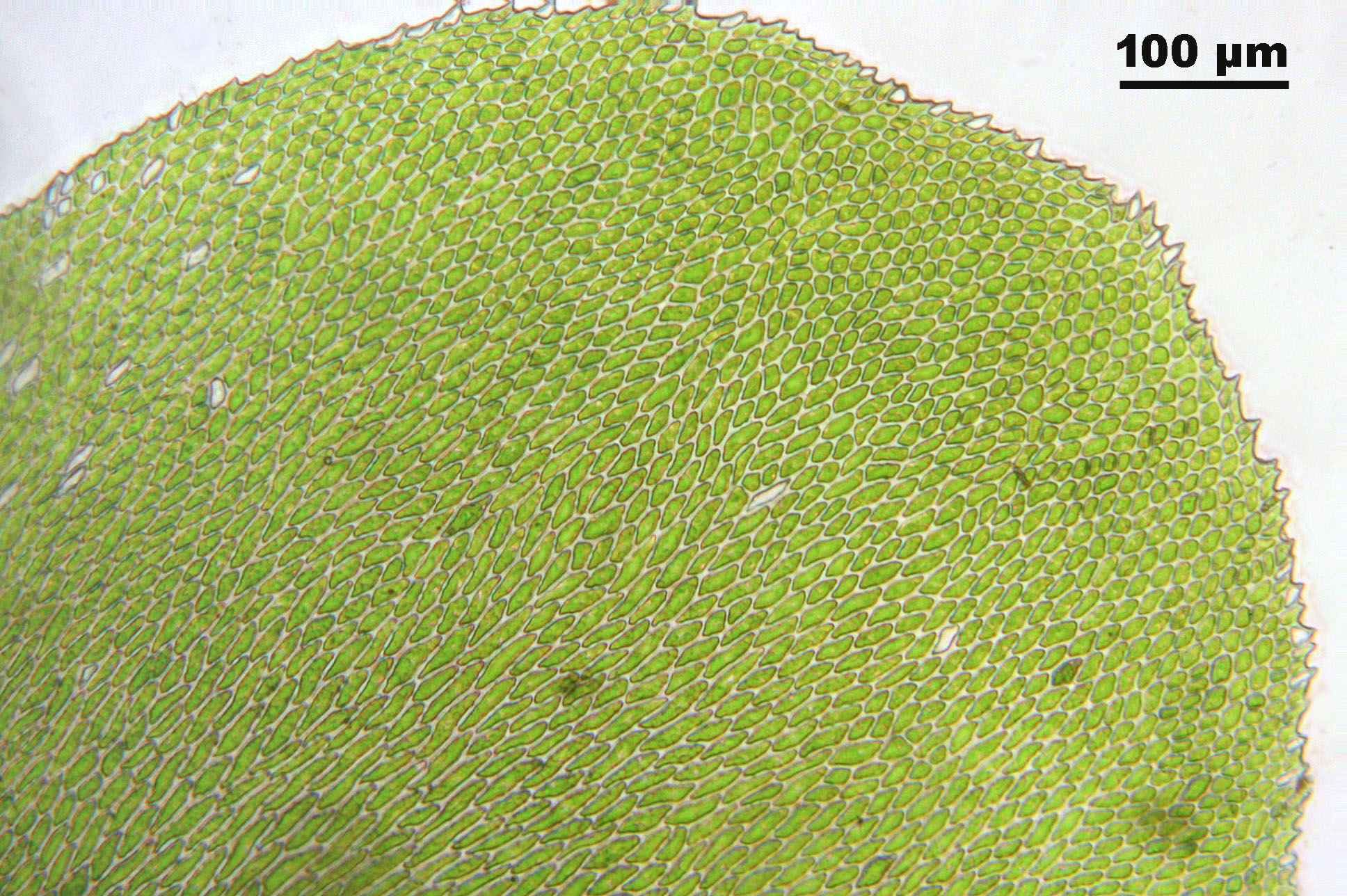
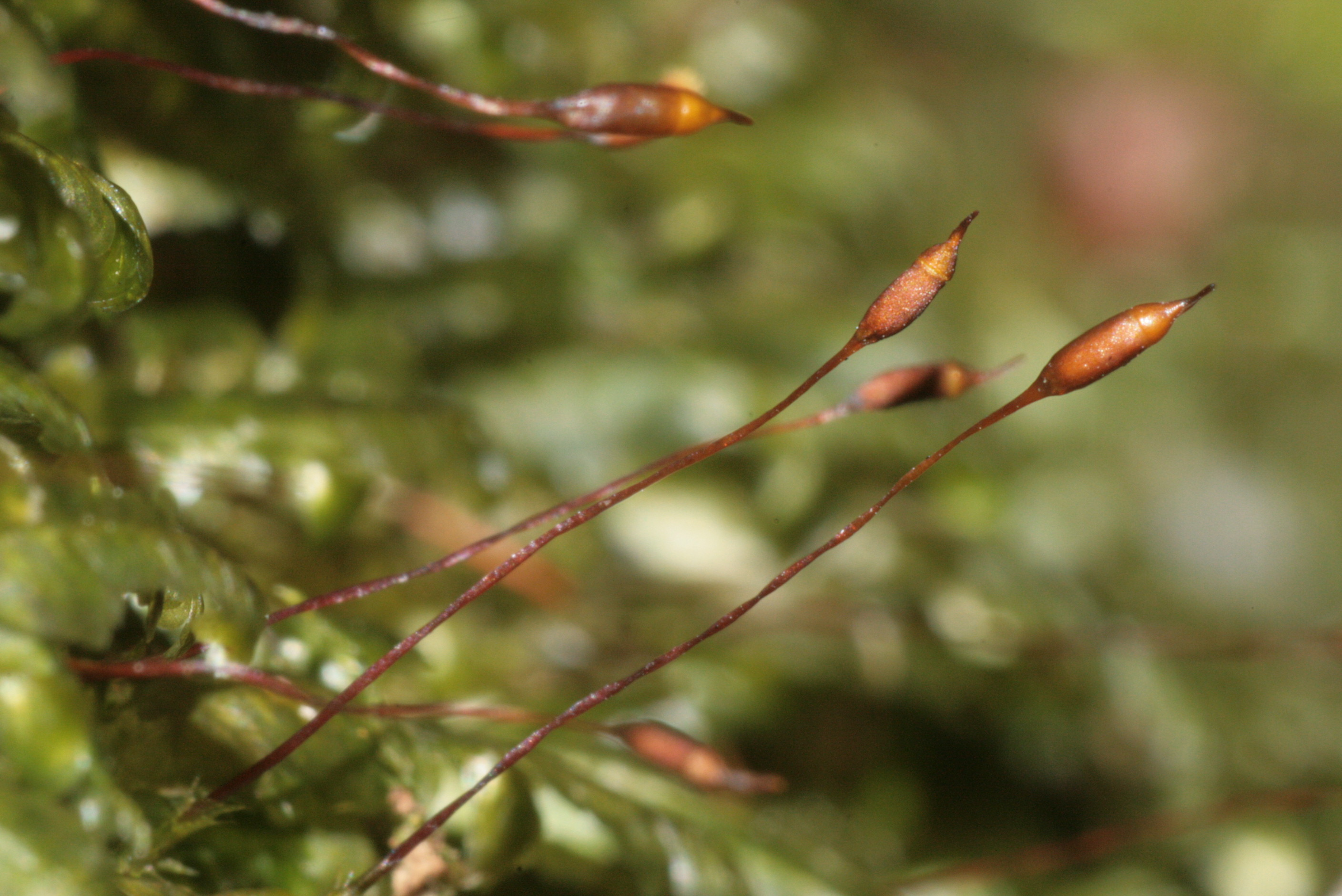
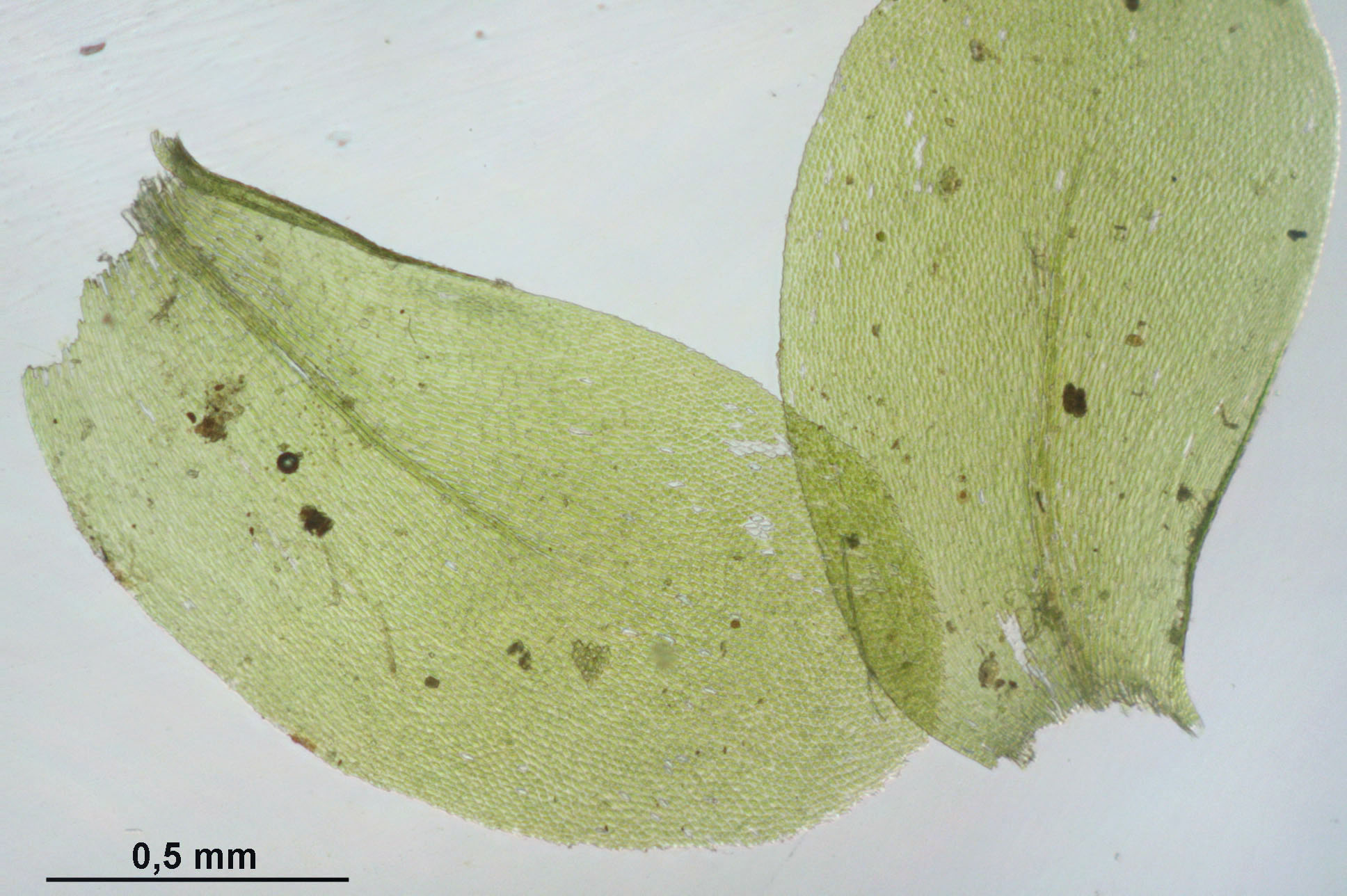
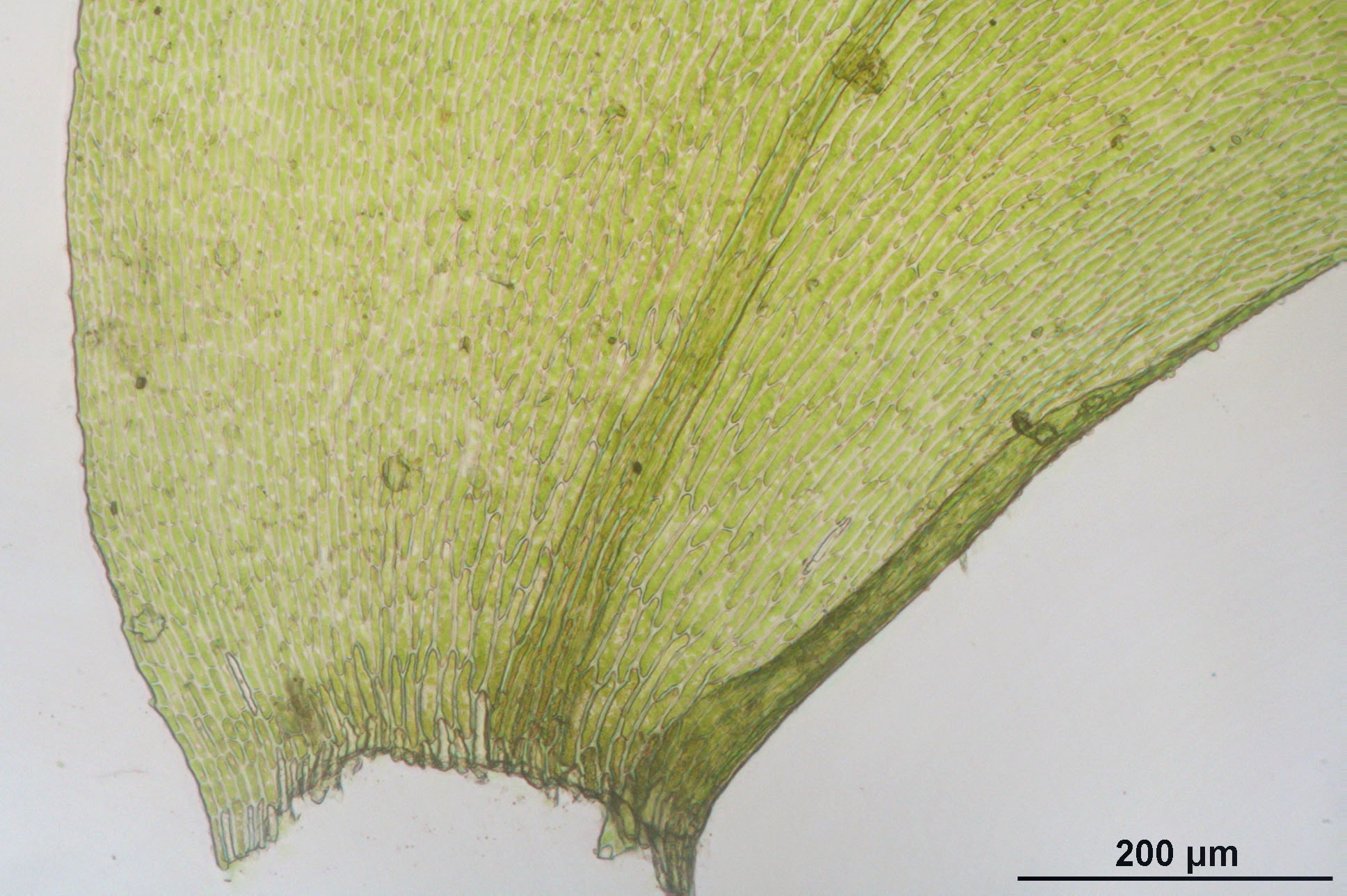